# Cảnh báo tình yêu
Love Alarm (tiếng Hàn: 좋아하면 울리는; Romaja: Joahamyeon Ullineun) là một bộ phim truyền hình Hàn Quốc drama dựa trên webtoon Daum cùng tên của Chon Kye-young. Bộ phim có sự tham gia của Kim So-hyun, Jung Ga-ram và Song Kang. Bộ phim được công chiếu trên Netflix vào ngày 22 tháng 8 năm 2019, phần 2 của bộ phim được công chiếu vào đầu năm 2021.

## Tóm tắt
Love Alarm xoay quanh câu chuyện về một ứng dụng công nghệ đột phá cho phép người dùng khám phá tình yêu,thông qua ứng dụng này, nó sẽ thông báo cho bạn mỗi khi một người thích bạn ở trong vòng 10 mét và mối tình tay ba giữa một cô gái chăm chỉ và hai chàng trai.

## Diễn viên

### Vai chính
- Kim So Hyun vai Kim Jo-jo, một cô gái xinh đẹp, chăm chỉ, và vui vẻ bất chấp sự đau thương của gia đình cô.
- Song Kang vai Hwang Sun-oh, một người mẫu đẹp trai, lớn lên trong gia đình giàu có, anh rất yêu Jo-jo.
- Jung Ga-ram vai Lee Hye-yeong, Bạn thân của Hwang Sun-oh và anh cũng yêu Jo-jo.

### Vai phụ

#### Bạn học
- Z.Hera vai Kim Jung-go, Bạn thân của Jo-Jo. Cô ấy thầm thích Il-sik.
- Shin Seung-ho vai Il-sik, một sinh viên judo sôi nổi và bạn là trai cũ của Jo-jo
- Go Min-si vai Park Gul-mi, Em họ của Jo-jo. Cô là một cô gái nổi tiếng ở trường thích Sun-oh nhưng Cheong Duk Gu lại yêu thầm cô và rung chuông Alram, cô nảy sinh lòng căm thù với anh ta
- Lee Jae-eung vai Cheong Duk Gu, nhà phát triển ứng dụng Love Alarm và thích Gul-mi.
- Choi Joo-won bạn của Sun-oh

#### Bố mẹ và người thân
- Song Sun-mi vai Jeong Mi-mi, một nữ diễn viên nổi tiếng nhưng có mối quan hệ xa cách với con trai Sun-oh.
- Shim Yi-young Mẹ của Hye-Young
- Park Sung-yun Dì của Jojo và mẹ của Gul-mi
- Yeom Ji-young Mẹ của Jo-jo
- Kim Young-ok Bà của Jo-jo

## Số tập

### Số mùa
| Mùa | Mùa | Số tập | Số tập | Phát hành gốc       | Phát hành gốc       |
| --- | --- | ------ | ------ | ------------------- | ------------------- |
|     | 1   | 8      | 8      | 22 tháng 8 năm 2019 | 22 tháng 8 năm 2019 |

### Season 1 (2019)
| TT. | Tiêu đề                                                                     | Đạo diễn    | Biên kịch                            | Ngày phát sóng gốc  |
| --- | --------------------------------------------------------------------------- | ----------- | ------------------------------------ | ------------------- |
| 1   | "Tia chớp lóe sáng trước khi sấm rền"                                       | Lee Na-jung | Lee Ah-yeon, Seo Bo-ra & Kim Sae-bom | 22 tháng 8 năm 2019 |
| 2   | "Người khác chẳng thể làm gì khi bạn thích một ai đó"                       | Lee Na-jung | Lee Ah-yeon, Seo Bo-ra & Kim Sae-bom | 22 tháng 8 năm 2019 |
| 3   | "Điều kỳ diệu khi hai người thích nhau"                                     | Lee Na-jung | Lee Ah-yeon & Seo Bo-ra              | 22 tháng 8 năm 2019 |
| 4   | "Cảm xúc tuyệt vời nhất trên đời là khi biết rằng có ai đó luôn ở bên mình" | Lee Na-jung | Lee Ah-yeon & Seo Bo-ra              | 22 tháng 8 năm 2019 |
| 5   | "Sức hút khi thích một ai đó"                                               | Lee Na-jung | Lee Ah-yeon & Seo Bo-ra              | 22 tháng 8 năm 2019 |
| 6   | "Trái tim đã an toàn rồi"                                                   | Lee Na-jung | Lee Ah-yeon & Seo Bo-ra              | 22 tháng 8 năm 2019 |
| 7   | "Một điều mình đã kìm nén và chỉ có thể thổ lộ với bạn"                     | Lee Na-jung | Lee Ah-yeon & Seo Bo-ra              | 22 tháng 8 năm 2019 |
| 8   | "Một là con số lớn nhất trên thế giới này"                                  | Lee Na-jung | Lee Ah-yeon & Seo Bo-ra              | 22 tháng 8 năm 2019 |

## Sản xuất

### Quá trình phát triển
Vào ngày 5 tháng 1 năm 2017, Netflix thông báo rằng công ty sẽ sản xuất bộ phim truyền hình gốc Hàn Quốc đầu tiên của mình, với kế hoạch phát hành vào năm 2018. Nhưng sau đó, ngày công chiếu đã được lùi sang tháng 8 năm 2019.
Trong một cuộc phỏng vấn, đạo diễn Lee Na-jeong đã đề cập rằng việc sản xuất phần thứ hai phụ thuộc vào mức độ nổi tiếng của mùa đầu tiên. Vào ngày 29 tháng 10 năm 2019, Netflix đã làm mới loạt phim cho phần thứ hai. Buổi đọc kịch bản đầu tiên diễn ra vào ngày 21 tháng 2 năm 2020.
Vào ngày 14 tháng 2 năm 2021, Netflix thông báo rằng mùa 2 của bộ phim sẽ chuẩn bị được ra mắt vào ngày 12 tháng 3 trên nền tảng này.

### Casting
Vai chính ban đầu được đề nghị cho Ahn Hyo-seop nhưng anh đã từ chối.
Lee Na-jung chọn Kim So-hyun vào vai Jojo vì tỷ lệ đồng bộ hóa cao về ngoại hình và kỹ năng diễn xuất phong phú của cô. Khi giải thích lý do tuyển chọn Jung Ga-ram, đạo diễn khen ngợi đôi mắt của anh ấy, nói rằng chúng rất trữ tình, trong sáng và óng ánh, không giống như các diễn viên khác ở độ tuổi 20 ngày nay. Trong khi đó, Song Kang đã trải qua buổi thử giọng cạnh tranh với 900 người và được chọn.

### Quảng bá
Love Alarm tổ chức khu trải nghiệm tương tác từ 18/8 đến 1/9/2019 tại Quảng trường công viên thế giới Lotte World Tower. Mỗi không gian được trang trí như các chức năng ứng dụng trong phim được hình dung trong thực tế nó mang đến trải nghiệm lãng mạn cho những đang yêu, bạn bè và gia đình đã đến thăm nơi này. Hơn nữa, một ứng dụng trông giống như ứng dụng trong bộ truyện đã được phát hành cho các sự kiện quảng cáo, nhưng cách thức hoạt động của nó khác.

## Nhạc phim
Nhạc phim của Love Alarm bao gồm bảy bài hát chủ đề chính và mười bốn nhạc nền. Nó được phát hành thông qua một số cổng nghe nhạc trực tuyến bao gồm Melon,  iTunes và Spotify
| CD 1             | CD 1                                                 | CD 1                  | CD 1                | CD 1             | CD 1       |
| STT              | Nhan đề                                              | Phổ lời               | Phổ nhạc            | Artist           | Thời lượng |
| ---------------- | ---------------------------------------------------- | --------------------- | ------------------- | ---------------- | ---------- |
| 1.               | "Love Alarm" (feat. Taru)                            | Tearliner             | Tearliner           | Tearliner        | 1:46       |
| 2.               | "In My Dreams" (feat. Love X Stereo)                 | Annie Ko              | Tearliner           | Tearliner        | 4:05       |
| 3.               | "Falling Again"                                      | Chairman 이광희 Hodge | Chairman            | Klang            | 4:12       |
| 4.               | "A Man for All Seasons" (feat. Zitten)               | Mini Tearliner        | Tearliner           | Tearliner        | 3:44       |
| 5.               | "In My Little Mind"                                  | Chairman 이광희 Hodge | Chairman            | Hodge            | 4:26       |
| 6.               | "Blooming Story" (feat. Jo Hae-jin)                  | Mini Tearliner        | Sentimental Scenery | Tearliner        | 2:44       |
| 7.               | "In My Dreams (Acoustic Ver.)" (feat. Love X Stereo) | Annie Ko              | Tearliner           | Tearliner        | 4:07       |
| Tổng thời lượng: | Tổng thời lượng:                                     | Tổng thời lượng:      | Tổng thời lượng:    | Tổng thời lượng: | 25:04      |

| CD 2             | CD 2                   | CD 2                                   | CD 2                       | CD 2                                   | CD 2       |
| STT              | Nhan đề                | Phổ lời                                | Phổ nhạc                   | Artist                                 | Thời lượng |
| ---------------- | ---------------------- | -------------------------------------- | -------------------------- | -------------------------------------- | ---------- |
| 1.               | "Morning Alarm"        | Tearliner                              | Jeon Hye-rim               | Tearliner                              | 1:12       |
| 2.               | "Raindrop"             | Kim Wan-jung                           | Kim Wan-jung               | Kim Wan-jung                           | 2:06       |
| 3.               | "Bygones"              | Tearliner                              | Kang Ji-hoon               | Tearliner                              | 1:59       |
| 4.               | "I Won't Heartbreaken" | Lee Kwang-hee Seo Hyun-il Min Ji-young | Hyun Hyun Seo Min Ji Young | Lee Kwang-hee Seo Hyun-il Min Ji-young | 4:11       |
| 5.               | "We Finally"           | Tearliner                              | Sentimental Scenery        | Tearliner                              | 1:38       |
| 6.               | "Gaze"                 | Lee Kwang-hee Seo Hyun-il Min Ji-young | Hyun Hyun Seo Min Ji Young | Lee Kwang-hee Seo Hyun-il Min Ji-young | 4:42       |
| 7.               | "Dawn Whisper"         | Tearliner                              | Sentimental Scenery        | Tearliner                              | 1:39       |
| 8.               | "Two Hearts"           | Lee Kwang-hee Seo Hyun-il Min Ji-young | Hyun Hyun Seo Min Ji Young | Lee Kwang-hee Seo Hyun-il Min Ji-young | 3:43       |
| 9.               | "Miss September"       | Tearliner                              | Sentimental Scenery        | Tearliner                              | 1:23       |
| 10.              | "At the Bus Stop"      | Lee Kwang-hee Seo Hyun-il Min Ji-young | Hyun Hyun Seo Min Ji Young | Lee Kwang-hee Seo Hyun-il Min Ji-young | 4:20       |
| 11.              | "Trauma"               | Lee Kwang-hee Seo Hyun-il Min Ji-young | Hyun Hyun Seo Min Ji Young | Lee Kwang-hee Seo Hyun-il Min Ji-young | 4:30       |
| 12.              | "Mirroring"            | Tearliner                              | Sentimental Scenery        | Tearliner                              | 1:44       |
| 13.              | "Jojo"                 | Lee Kwang-hee Seo Hyun-il              | Seo Hyun-il                | Lee Kwang-hee Seo Hyun-il              | 3:51       |
| 14.              | "Voice"                | Sentimental Scenery                    | Sentimental Scenery        | Sentimental Scenery                    | 2:09       |
| Tổng thời lượng: | Tổng thời lượng:       | Tổng thời lượng:                       | Tổng thời lượng:           | Tổng thời lượng:                       | 39:07      |